# The Cave (film, 2019)
Pour les articles homonymes, voir The Cave.
Pour plus de détails, voir Fiche technique et Distribution.
The Cave est un film documentaire syro-danois, réalisé par Firas Fayyad et produit en 2019, par National Geographic et Danish Documentary Films. Dans ce film, comme dans son précédent, Les Derniers Hommes d'Alep, Firas Fayyad montre une zone d'opposition assiégée durant la guerre civile syrienne. The Cave suit le docteur Amani Ballour, une jeune femme médecin à Douma, dans la Ghouta, qui dirige un hôpital de fortune dans des souterrains (« the cave » signifie « la grotte »).  

## Réalisation
Firas Fayyad veut, à travers ses films, montrer la guerre et la réalité que vivent les civils syriens. Malgré une arrestation et la torture, il veut continuer de témoigner. Le film est tourné par une équipe vivant dans la Ghouta, montrant la vie sur et sous terre alors que les bombes pleuvent et que les victimes sont transportées d'urgence, Firas Fayyad est resté en contact quotidien avec l'équipe sur place.
Lors d'une interview, Fayyad déclare que son objectif, en réalisant le film était de montrer des preuves documentaires qui pourraient être utilisées pour rendre justice aux victimes innocentes de la guerre civile. « Le film devrait mettre les gens dans une position inconfortable pour regarder la terrible réalité qui nous entoure », déclare-t-il. 
Il choisit de suivre Amani Ballour, jeune pédiatre élue à la direction de l'hôpital, non seulement pour son travail héroïque, mais aussi pour sa place de femme et féministe dans une société patriarcale.

## Réception et nominations
Sur Rotten Tomatoes, le film détient une note d'approbation de 97% avec une note moyenne de 9,64/10, basée sur 59 avis. Le site indique « un documentaire percutant avec des images aussi puissantes que son message, The Cave pose des questions d'une urgence déchirante - et laisse le soin au spectateur d'y répondre ».
Le film est présenté en première au Festival international du film de Toronto 2019, où il remporte le prix du public pour les documentaires. La critique de Carlota Moseguí le décrit comme une « œuvre de référence sur la guerre civile syrienne ».
The Cave est nommé pour le meilleur long métrage documentaire aux 92e Academy Awards.
The Cave reçoit le prix du documentaire le plus dérangeant et le prix de la presse et de la critique au Ramdam Festival de Tournai 2020.